# Shimizu Shintaro
Shintaro Shimizu (清水 慎太郎, sinh ngày 23 tháng 8 năm 1992) là một cầu thủ bóng đá người Nhật Bản.

## Thống kê câu lạc bộ
Cập nhật đến ngày 23 tháng 2 năm 2018.
| Thành tích câu lạc bộ | Thành tích câu lạc bộ | Thành tích câu lạc bộ | Giải vô địch | Giải vô địch | Cúp                   | Cúp                   | Cúp Liên đoàn | Cúp Liên đoàn | Tổng cộng | Tổng cộng |
| Mùa giải              | Câu lạc bộ            | Giải vô địch          | Số trận      | Bàn thắng    | Số trận               | Bàn thắng             | Số trận       | Bàn thắng     | Số trận   | Bàn thắng |
| Nhật Bản              | Nhật Bản              | Nhật Bản              | Giải vô địch | Giải vô địch | Cúp Hoàng đế Nhật Bản | Cúp Hoàng đế Nhật Bản | J. League Cup | J. League Cup | Tổng cộng | Tổng cộng |
| --------------------- | --------------------- | --------------------- | ------------ | ------------ | --------------------- | --------------------- | ------------- | ------------- | --------- | --------- |
| 2011                  | Omiya Ardija          | J1 League             | 4            | 0            | 0                     | 0                     | 1             | 0             | 5         | 0         |
| 2012                  | Omiya Ardija          | J1 League             | 6            | 1            | 2                     | 0                     | 3             | 2             | 11        | 3         |
| 2013                  | Omiya Ardija          | J1 League             | 1            | 0            | -                     | -                     | 4             | 1             | 5         | 1         |
| 2013                  | Fagiano Okayama       | J2 League             | 10           | 4            | 2                     | 0                     | -             | -             | 12        | 4         |
| 2014                  | Fagiano Okayama       | J2 League             | 32           | 5            | 0                     | 0                     | -             | -             | 32        | 5         |
| 2015                  | Omiya Ardija          | J2 League             | 29           | 2            | 3                     | 1                     | -             | -             | 32        | 3         |
| 2016                  | Omiya Ardija          | J1 League             | 10           | 0            | 5                     | 0                     | 3             | 0             | 18        | 0         |
| 2017                  | Omiya Ardija          | J1 League             | 15           | 1            | 3                     | 3                     | 5             | 0             | 23        | 4         |
| Tổng                  | Tổng                  | Tổng                  | 107          | 13           | 15                    | 4                     | 16            | 3             | 138       | 20        |